# Circuito de Aintree
El Circuito de Aintree es un circuito ubicado cerca de Liverpool, Reino Unido, que recibió carreras de Fórmula 1 con el nombre del Gran Premio de Gran Bretaña. La pista se inauguró en 1954 por Earl Howe y Raymond Mays. Se ubica dentro del hipódromo de Aintree, sede de la carrera Grand National.
Aintree organizó el GP de Gran Bretaña en 1955, 1957, 1959, 1961 y 1962. Stirling Moss obtuvo su primera victoria en Fórmula 1 en la edición de 1955. Esto también marcó la primera ocasión en que un piloto británico ganó el Gran Premio.

## Ganadores

### Fórmula 1
| Año  | Piloto                    | Constructor   | Fecha       | Resultados |
| ---- | ------------------------- | ------------- | ----------- | ---------- |
| 1955 | Stirling Moss             | Mercedes      | 16 de julio | Resultados |
| 1957 | Stirling Moss Tony Brooks | Vanwall       | 20 de julio | Resultados |
| 1959 | Jack Brabham              | Cooper-Climax | 18 de julio | Resultados |
| 1961 | Wolfgang von Trips        | Ferrari       | 15 de julio | Resultados |
| 1962 | Jim Clark                 | Lotus-Climax  | 21 de julio | Resultados |

Fuente: